# Pista San Jerónimo
Pista San Jerónimo er en skøjtebane i San Jerónimo i den sydlige del af Mexico city. Skøjtebanen ligger på Avenida Contreras 300 og findes i colonia San Jerónimo Lídice, 2,5 kilometer vest for Ciudad Universitaria.

## Links
- Officiel hjemmeside